# ラミナ族
層族（そうぞく、英: laminar family; ラミナー族）は集合族の種類のひとつである。
集合 V の部分集合 A と B は、A と B の共通集合が空集合でなく、かつ B と A の差集合が空集合でなく、かつ A と B の差集合が空集合でないとき交差 (intersect) するという。
V の部分集合の族 {\displaystyle {\mathcal {F}}} は {\displaystyle {\mathcal {F}}} におけるどの 2 つの集合も互いに交差しないときラミナ族とよばれる。
層族 {\displaystyle {\mathcal {F}}} が V を含むとき{\displaystyle {\mathcal {F}}} は無交叉族 (cross-free family) であり、有向木で表現できる。